# Эрнандес, Владимир
Владимир Хавьер Эрнандес Риверо (англ. Vladimir Javier Hernández Rivero; род. 8 февраля 1989 года, Араука) — колумбийский футболист, полузащитник клуба «Индепендьенте Медельин».

## Биография
Эрнандес — воспитанник клуба «Барранкилья». В 2008 году он получил приглашение от тренера «Атлетико Хуниор», Хулио Комесаньи и перешёл в новую команду. В матче против «Мильонариос» Владимир дебютировал в Кубке Мустанга. 30 марта в поединке против «Депортиво Перейра» он забил свой первый гол за команду из «Атлетико Хуниор». В составе клуба Эрнандес дважды стал чемпионом и завоевал Кубок Колумбии. В 2012 году в матчах Кубка Либертадорес против чилийского «Универсидад Католика» он забил два гола.
В начале 2017 года Эрнандес перешёл в бразильский «Сантос».

## Достижения
- Чемпионат Колумбии по футболу (2): Апертура 2010, Клаусура 2011
- Обладатель Кубка Колумбии (1): 2015